# Имоџен (Ајова)
Имоџен (енгл. Imogene) град је у америчкој савезној држави Ајова. По попису становништва из 2010. у њему је живело 72 становника.

## Демографија
Према попису становништва из 2010. у граду је живело 72 становника, што је 6 (9,1%) становника више него 2000. године.
| Група             | 2000.      | 2010.      |
| Белци             | 65 (98,5%) | 71 (98,6%) |
| Афроамериканци    | 0 (0,0%)   | 0 (0,0%)   |
| Азијати           | 0 (0,0%)   | 0 (0,0%)   |
| Хиспаноамериканци | 0 (0,0%)   | 1 (1,4%)   |
| Укупно            | 66         | 72         |